# Успенский собор (Новороссийск)
Собор Успения Пресвятой Богородицы (Свято-Успенский собор) — православный храм в центральной части города Новороссийска Краснодарского края. Входит в состав Новороссийского благочиния Новороссийской епархии Русской православной церкви.
Памятник градостроительства и архитектуры начала XX века — объект культурного наследия народов России (№ 9035 по государственному списку недвижимых памятников истории и культуры).

## История
Необходимость строительства храма была обусловлена устройством в конце 1891 года году в Новороссийске нового кладбища. Участок под строительство был выделен в юго-западной части нового кладбища, на углу улиц Ставропольской (теперь — Гладкова) и Анапской (теперь — Видова). В 1899 г. был организован комитет по постройке церкви, который возглавил городской голова Михаил Федорович Пенчул, а 29 октября 1900 года было освящено основание храма и началось строительство. Завершилось строительство в конце 1904 года. Иконы для нового храма изготовили в Курской губернии. Согласно описи церковного имущества проведённой в 1930 году иконостас главного алтаря был 2-х ярусным, деревянным с 14-ю иконами. В описи указан второй престол и иконостас малого алтаря, который имел 15 икон. Рядом с храмом располагалась деревянная колокольня, на которой располагались 6 медных колоколов, два больших, весом 24 и 22 пуда и 4 малых колокола
20 февраля 1905 года храм был освящён епископом Сухумским Арсением (Изотовым) в честь Иконы Божией Матери Всех скорбящих Радости. Первоначально храм был приписан к Николаевскому собору Новороссийска.
После 1917 года храм оставался открытым. 30 декабря 1922 года Церковно-приходской совет Успенской церкви заключил договор с Черноморским Окружным отделом Управления о передаче верующим в бесплатное бессрочное пользование храма и двух сторожек. В 1923 году в Новороссийске началась кампания закрытия церквей, Успенская церковь была закрыта в 1938 году.
В августе 1942 года Новороссийск был занят немецкими войсками. На оккупированной территории фашисты стали открывать церкви, была открыта и Успенская церковь в Новороссийске. Первое богослужение состоялось в сентябре 1942 года Убранство в церковь приносили прихожане.
Утром 25 апреля 1943 года, в праздник Пасхи, во время всенощной Пасхальной службы, Успенская церковь подверглась артиллерийскому обстрелу. Снаряд попал в толпу молящихся во дворе церкви. Другой снаряд ударил у фундамента алтаря храма, так что передняя стена алтаря, выложенная керченским известняком, силой взрывной волны была полностью разрушена. священник был контужен, ранены были несколько прихожан, но обошлось без жертв. На следующий день обстрелы церквей повторились. Немецкое командование обвинило в обстрелах церквей советские войска и после Пасхи был издан приказ о запрещении богослужений «в целях сохранения населения от большевистских обстрелов». Была закрыта и Успенская церковь. Расследованием, проведенным после освобождения Новороссийска, было установлено, что обстрел церквей проводился немецкими батареями.
После освобождения Новороссийска в сентябре 1943, года верующие собрали «двадцатку» и обратились в исполком Городского совета за разрешением на открытие Успенского храма. В 1944 году был заключен договор между приходом и Исполкомом о передаче в бесплатное пользование одноэтажного каменного церковного здания с находящимся при нем сторожкой и богослужебными предметами.
На престольный праздник, в день Успения Пресвятой Богородицы 28 августа 1944 года, в Новороссийске состоялся первый, после освобождения, крестный ход. Возглавил праздничные богослужения епископ Кубанский и Краснодарский Фотий (Тапиро). Из-за конфликта с правящим архиереем, 7 сентября 1944 года церковный совет Успенской церкви принял решение прервать молитвенное общение с епископом Фотием и перейти в подчинение к обновленческому архиепископу Кубанскому и Краснодарскому Владимиру Иванову.
В конце 1944 года, Владимир Иванов и духовенство обновленческих приходов Кубани обратилось к патриаршему местоблюстителю Алексию (Симанскому) с покаянием и просьбой принять обновленческую епархию в каноническое общение РПЦ. Владимир Иванов был принят из раскола и, по пострижении в монашество с именем Флавиан, возведён на Краснодарскую кафедру.
После 1945 года Успенская церковь оставалась единственным действующим храмом Новороссийска.

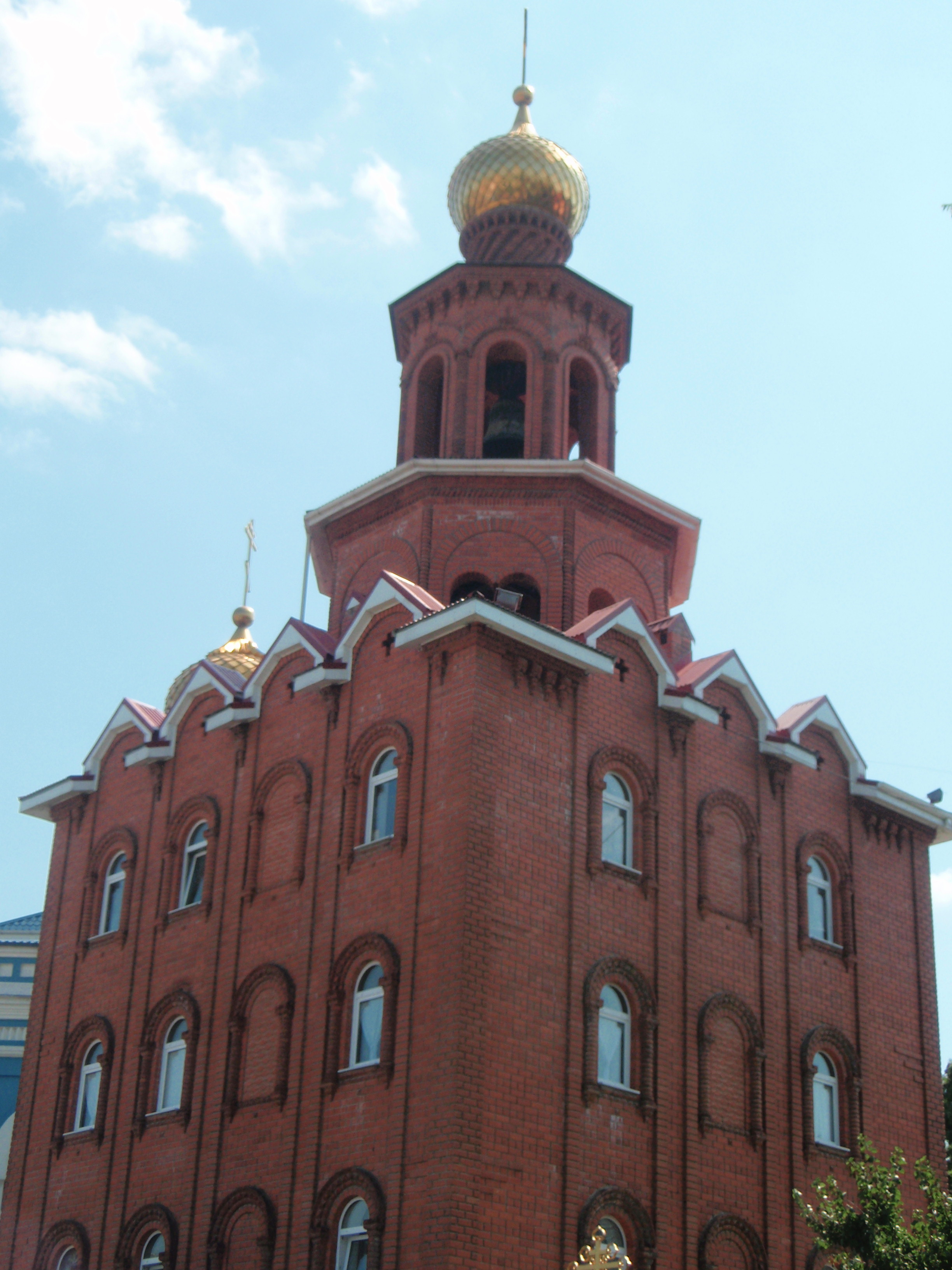
Колокольня во дворе храма (1997)

В 1997 году к северу от храма была построена колокольня. Трехэтажное кирпичное здание колокольни венчает двухъярусная башня звонницы с луковичным куполом.
В период существования Краснодарской и Новороссийской епархии, от момента её выделения в февр. 1994 г. из состава Кубанской и Краснодарской епархии и до включения в 2001 году в состав Екатринодарской и Кубанской епархии, Успенский храм был вторым кафедральным собором епископа Краснодарского.
24 мая 1993 года на 2-м этаже здания, возведённого в нескольких метрах к югу от храма, была освящена крестильная церквь во имя Пресвятой Богородицы, в честь иконы Её, именуемой «Всех скорбящих радость».
В 2001 году церковь Успения пресвятой Богородицы была включена в перечень недвижимых памятников истории и культуры местного значения, расположенных на территории Краснодарского края (№ 9035 по государственному списку недвижимых памятников истории и культуры)
15 мая 2011 года митрополит Екатеринодарский и Кубанский Исидор (Кириченко) в сослужении своего викария, епископа Ейского Германа (Камалова), освятил новый престол Успенского храма.
9 ноября 2011 года, в храме произошёл сильный пожар уничтоживший внутреннее убранство церкви, были утрачены первоначальные росписи стен. В 2012 году храм бы восстановлен, стены укреплены, выполнена роспись стен. Новая роспись выполнялась в 2012—2014 годах московскими иконописцами под началом Александра Чашкина.

## Сегодняшний день
После образования в 2013 году Новороссийской епархии Успенский собор получил статус кафедрального храма, настоятелем храма является иерей Александр Смольников.
При Успенском храме функционирует воскресная школа, работает благотворительная столовая. На 2-м этаже здания крестильной церкви, кроме храма, располагается просфорня и трапезная, на 1-м этаже — библиотека, швейная мастерская и церковная лавка.
В здании колокольни, во дворе храма, располагаются служебные подразделения Новороссийской епархии.
Традицией стал общеепархиальный большой крестный ход в день преставления преподобного Сергия, игумена Радонежского, всея России чудотворца (8 октября) от Успенского собора до места строительства храма воинской славы — Никольского морского кафедрального собора. Начинается праздник Божественной литургией в Успенском соборе. Накануне праздника в собор доставляется икона Преподобного Сергия с частицей его святых мощей из храма Ппреподобного Сергия Радонежского архиерейского подворья села Дивноморское.

## Архитектура и внутреннее убранство храма
Небольшая одноглавая церковь кубического объёма с трапезной. Стены храма выполнены из дикого камня и кирпича. В плане здание имеет конфигурацию вытянутого креста. Центральный кубический объём здания перекрыт сомкнутым сводом, на который опирается небольшой световой барабан. Световой барабан украшен двумя аркатурными поясами и увенчан куполом, перекрытым золочёной луковичной главой c православным восьмиконечным крестом. В нижнем аркатурном поясе прорезаны четыре стрельчатых окна. На сводах центрального объёма здания размещены образы евангелистов. Ниже, на стенах, над подпружными арками образы Успения Богородицы (над алтарём), Сретения Господня, Рождества Богородицы.
Подпружные арки, которые опираются на наружные стены и центральные столпы, служат основанием для цилиндрических сводов апсиды, трапезной, небольших северного и южного приделов, крестообразно расходящихся от центрального объёма здания. С запада к трапезной пристроен небольшой притвор с крыльцом и навесом. В торцах северного и южного приделов прорезаны по три узких окна, объединённых единым наличником. В стенах трапезной устроены по два окна, оформленные наличниками. В северном и южном приделах устроены входы с лестницами и металлическими навесами. Над окнами в торцах северного и южного приделов изображения Сошествия во ад и Рождества Христова. На сводах приделов — Сретение Господне и Исцеление кровоточивой в южном приделе, Снятие со Креста и Вход Господень в Иерусалим — в северном.
На своде трапезной размещен образ Вознесения Господня. На стенах трапезной — фрески с изображением святого праведного Феодора Ушакова, командующего Черноморским флотом, а над входом — изображения евангельских событий и преданий Священного Писания, так или иначе связанных с морем: Спасения апостола Петра, посещения Богородицей святой горы Афон.
Алтарная апсида храма пятигранная, в гранях апсиды прорезаны три окна, оформленные наличниками. Окно в центральной (восточной) грани заложено. В северной грани апсиды устроен вход с небольшим приделом. Над алтарной апсидой установлен небольшой купол с крестом на декоративном (глухом) барабане. На восточной стене апсиды, над престолом — образ Спаса Вседержителя. На сводах апсиды — изображения Тайной вечери и Крещения Господня, на потолке — Ветхозаветная Троица.
Иконостас храма деревянный, трёхъярусный, имеет 16 икон.